# Glos (tekst)

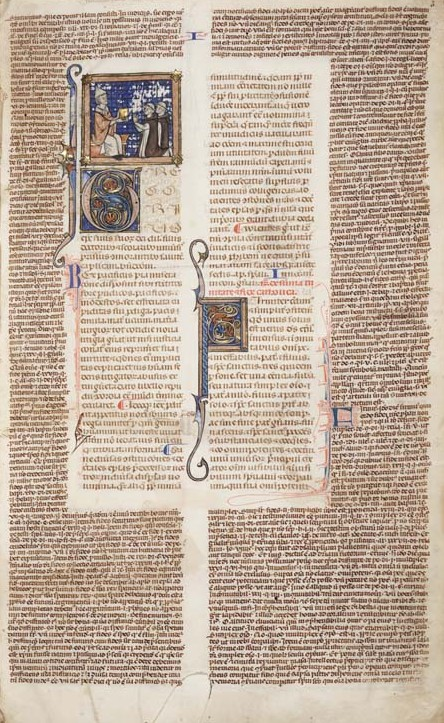
Geglosseerd wetboek, begin 14e eeuw

Een glos of glosse, van het Griekse γλώσσα, is een aantekening die bij een andere tekst is geschreven. Een verzameling of lijst van – met name taalkundige – glossen is een glossarium (mv. glossaria). Het werkwoord is glosseren, het aanbrengen van glossen. Het geheel van glossen op een juridische tekst is een apparatus, ongeveer te vertalen als commentaar. Iemand die zich professioneel met het schrijven van glossen bezighield, was een glossator.
Glossen geven vaak een commentaar op de tekst waardoor deze beter te begrijpen is. In de Oudheid, toen boekrollen gebruikt werden, gebeurde dit nog door het commentaar midden in de tekst toe te voegen (interlineair), waardoor het bij een volgende kopie onduidelijk werd wat nu de originele tekst geweest was. Op het eind van de Keizertijd werden echter steeds vaker codices gebruikt, gebonden boeken met pagina's in een omslag of boekband.
In oude handschriften werd rekening gehouden met dit soort opmerkingen door het gebruik van extra brede marges. In de Middeleeuwen werden de werken die uit de Klassieke Oudheid waren overgebleven op deze wijze vaak steeds verder becommentarieerd.
De brede marges zijn ook terug te vinden in de oudste gedrukte boeken. In oude geschriften bevinden zich rondom een korte tekst die midden op de pagina is geplaatst soms een hele reeks glossen, van binnen naar buiten in chronologische volgorde geplaatst. Dit kan ook in een gedrukt boek zo zijn geordend. De commentaren, zoals die op de Codex Justinianus, droegen zo bij aan de verdere ontwikkeling van bepaalde theologische, juridische, filosofische en wetenschappelijke ontwikkelingen. Later werden hiervoor (voet)noten gebruikt. Ook de rabbijnse literatuur, met name de Talmoed, is op deze wijze in de loop der eeuwen voorzien van een meervoudige glossering.

## Marginaal
Door hun plek in de marge wordt ook wel gesproken van marginalia, marginale opmerkingen. Dit heeft tegenwoordig een andere connotatie gekregen. Daarom wordt een spottende opmerking ook wel een glos genoemd.